# Asemesthes windhukensis
Asemesthes windhukensis är en spindelart som beskrevs av Tucker 1923. Asemesthes windhukensis ingår i släktet Asemesthes och familjen plattbuksspindlar.
Artens utbredningsområde är Namibia. Inga underarter finns listade i Catalogue of Life.